# Kate Hogan
Kate Hogan (Lynn, Massachusetts, 15 de enero de 1957) es una política estadounidense demócrata. Ella es miembro de la Cámara de Representantes de Massachusetts en representación del tercer distrito de Middlesex. Fue elegida por primera vez en 2008 y asumió el cargo el 7 de enero de 2009.

## Biografía
Hogan, nativa de Lynn, Massachusetts, se graduó de la Universidad de Massachusetts Amherst y trabajó como vicepresidente de Gnomon Inc., una empresa de impresión de Boston. Ha servido como funcionaria del Comité Demócrata de la Ciudad de Stow, de los Demócratas de Middlesex y Worcester y como copresidenta del Comité Demócrata de la Ciudad de Maynard de 1999 a 2006. También ha formado parte de varios comités municipales de Stow, incluido el Comité de Preservación de la Comunidad y el Consejo sobre el Envejecimiento.
Hogan se identifica como lesbiana y está casada con Susan Vick. Sus campañas de 2008 y 2010 obtuvieron el apoyo del Gay & Lesbian Victory Fund.

## Carrera
El tercer distrito de Middlesex, que incluye las ciudades de Bolton, Hudson, Maynard y Stow, estuvo representado durante 24 años por Patricia Walrath, quien decidió no buscar la reelección en 2008. Cinco candidatos se postularon para sucederla: tres demócratas, un republicano y un independiente. Antes de las primarias, Walrath respaldó a Hogan como su sucesora elegida.
En las elecciones primarias de tres candidatos celebradas el 16 de septiembre de 2008, Hogan ganó con el 50 por ciento de los votos frente al 40 por ciento del candidato que quedó en segundo lugar. Posteriormente se enfrentó a dos oponentes en las elecciones generales del 4 de noviembre, superando por poco al candidato republicano, el concejal de Hudson Sonny Parente, por 10 156 votos contra 9281. Se presentó a la reelección en 2010, sin enfrentarse a ningún oponente republicano y obteniendo el 60% de los votos frente a un independiente.
Su primera acción al asumir el cargo el 7 de enero de 2009 fue rechazar un aumento salarial. Ella donó el aumento de 3000 dólares en los salarios legislativos a las bibliotecas locales de Bolton, Hudson, Maynard y Stow. El 26 de febrero de 2015, el presidente de la Cámara de Representantes , Robert DeLeo, nombró a Hogan presidenta del Comité Conjunto de Salud Pública.